# 29189 Udinsk
29189 Udinsk este un asteroid din centura principală de asteroizi.

## Descriere
29189 Udinsk este un asteroid din centura principală de asteroizi. A fost descoperit pe 16 octombrie 1990 la Observatorul La Silla de Eric Walter Elst. Asteroidul prezintă o orbită caracterizată de o semiaxă mare de 3,11 ua, o excentricitate de 0,24 și o înclinație de 10,0° în raport cu ecliptica.